# Comuna de Skórzec
Skórzec (polaco: Gmina Skórzec) é uma gminy (comuna) na Polónia, na voivodia de Mazóvia e no condado de Siedlecki. A sede do condado é a cidade de Skórzec.
De acordo com os censos de 2004, a comuna tem 7114 habitantes, com uma densidade 59,8 hab/km².

## Área
Estende-se por uma área de 118,91 km², incluindo:
- área agrícola: 80%
- área florestal: 15%

## Demografia
Dados de 30 de Junho 2004:
|                      | Total   | Total | Mulheres | Mulheres | Homens  | Homens |
| -------------------- | ------- | ----- | -------- | -------- | ------- | ------ |
|                      | pessoas | %     | pessoas  | %        | pessoas | %      |
| População            | 7114    | 100   | 3522     | 49,5     | 3592    | 50,5   |
| Densidade (pop./km²) | 59,8    | 100   | 29,6     | 29,6     | 30,2    | 30,2   |

De acordo com dados de 2002, o rendimento médio per capita ascendia a 1150,46 zł.

## Subdivisões
- Boroszków, Czerniejew, Dąbrówka-Niwka, Dąbrówka-Ług,Dąbrówka-Stany,Dąbrówka-Wyłazy, Dobrzanów, Drupia, Gołąbek, Grala-Dąbrowizna, Kłódzie, Nowaki, Ozorów, Skarżyn, Skórzec, Stara Dąbrówka, Teodorów, Trzciniec, Wólka Kobyla, Żebrak, Żelków.

## Comunas vizinhas
- Domanice, Kotuń, Siedlce, Wiśniew, Wodynie